# Approche centrée sur la personne
Pour les articles homonymes, voir ACP.
L’Approche centrée sur la personne (ACP) est une méthode de psychothérapie et de relation d'aide (counselling) créée par le psychologue nord-américain Carl Rogers (1902-1987).
L’Approche centrée sur la personne appartient au courant de la psychologie humaniste également dénommée « troisième force » sur le continent américain, aux côtés de la psychanalyse et du béhaviorisme (thérapie comportementale).
Les idées de Carl Rogers ont fortement influencé le champ des relations humaines et ont donné naissance à la Psychothérapie centrée sur le client. En 1987, année de sa mort, il est d'ailleurs pressenti comme candidat au prix Nobel de la Paix[réf. nécessaire] pour ses interventions de facilitation en Afrique du Sud, en Irlande, en Amérique centrale et dans l'ex-Union soviétique.

## Dénominations
L’Approche centrée sur la personne (ACP) est l’appellation donnée par Carl Rogers à sa démarche thérapeutique, un terme relativement général qui veut signifier que cette approche, outre le domaine de la psychothérapie, trouve de nombreuses autres applications, notamment dans les secteurs de l’éducation, l'enseignement, la médiation, la santé et l’accompagnement social. Lorsqu'il s'agit de psychothérapie, on parle plutôt de Psychothérapie centrée sur la personne ou de Psychothérapie centrée sur le client (person-centered therapy).
Au début de sa carrière, dans les années 1940, la méthode de Rogers a été connue sous le terme de « thérapie non-directive » (ou orientation non directive), ce qui mettait l'accent sur la notion de non directivité qui était innovante à l'époque car elle s'opposait à la manière habituelle de mener des entretiens psychothérapeutiques à base de recommandations ou de conseils donnés par le psychologue. Cette dénomination a perduré plusieurs années pour caractériser la thérapie rogérienne, jusque dans les années 1960, au moins en France.
Pourtant, Rogers avait abandonné ce terme au profit de celui de « thérapie centrée sur le client », notamment après la publication en 1951 de son livre fondamental client-centered therapy (thérapie centrée sur le client ; non traduit en français). Il considérait en effet que la non directivité n'était pas une caractéristique essentielle de sa démarche et que ce qui compte dans cette thérapie, ce n'est pas l'absence de directives, mais la présence chez le thérapeute de certaines attitudes vis-à-vis du client et d'une certaine conception des relations humaines. Autrement dit, l'essence de son approche ne consiste pas tant en une façon d'agir qu'en une manière d'être (Kinget et Rogers 1969, p. 14).

## La pensée de Rogers: bref panorama
Carl Rogers a consacré sa vie professionnelle à essayer de déterminer les principes de la relation d’aide et de l'accompagnement thérapeutique. Il a formulé la question en ces termes : « Quelles sont les conditions les plus favorables pour faciliter le processus vers la maturité ? »
En 1942, il publie son premier ouvrage d’importance, Counseling and Psychotherapy qui jette les bases de sa méthode. Celle-ci est encore en gestation, mais déjà, il s’oppose à l’objectalisation du patient, au diagnostic, à l’interprétation (de type psychanalytique) et au conseil psychologique. Dès cette époque, il considère que le rôle du thérapeute n’est pas de résoudre les problèmes du client, mais au contraire de l’aider à déterminer ses propres buts (1970, p. 132). L'objectif de la relation d’aide psychologique est de permettre au client d’acquérir une compréhension de lui-même telle qu'il devient capable de résoudre ses difficultés par lui-même. Mais cela est possible seulement s'il existe une relation thérapeutique libre et permissive (1970, p. 33). Rappelons qu'à l'époque, la méthode de Rogers est connue sous le nom d’approche non directive. À ce sujet, il écrit : « Le point de vue non-directif confère une haute valeur à l’indépendance psychologique de chaque individu et au maintien de son intégrité psychique ». Ce qu'il oppose au point de vue directif qui confère plutôt une haute valeur au conformisme social.» (1970, p. 133)
En 1951, Rogers publie Client-Centered Therapy, its current practice, implications and theory (non traduit en français). Sa méthode prend donc désormais le nom de Thérapie centrée sur le client. Il réaffirme avec cette dénomination le fait qu’il ne s’agit pas de se centrer sur le problème, mais sur l’individu lui-même considéré comme une personne capable de prendre sa vie en mains et de changer sa conduite comme elle le souhaite. « C'est l'individu et non pas le problème qui est au centre. L'objectif n'est pas de résoudre un problème particulier mais d'aider l'individu à se développer afin qu'il puisse faire face aux problèmes actuels et à des problèmes ultérieurs d'une façon mieux intégrée » (Rogers 1979, p. 59). Le thérapeute rogérien se centre donc sur la personne elle-même, c’est-à-dire sur son monde subjectif, sur la manière dont elle vit et ressent son vécu.
En 1961, il publie On becoming a Person (publié en France en 1968 sous le titre : Le développement de la personne), livre qui fera connaître Rogers au grand public. Il développe les principaux thèmes de son approche, notamment la positivité du développement humain, la notion d’actualisation de soi, l’importance du lien relationnel dans la relation thérapeutique, la thérapie comme un processus, le concept de personne fonctionnant pleinement. L’épistémologie de Rogers se fait de plus en plus précise, l’Approche centrée sur la personne n'est plus seulement une méthode psychothérapeutique ou un ensemble de techniques d'entretien, mais devient une philosophie de la personne, ce qui permet à Rogers de s’intéresser aux applications de ses idées dans le champ social.
C’est ainsi qu’en 1969, il publie Freedom to learn (Liberté pour apprendre) où il applique les principes de l’Approche centrée sur la personne à l’enseignement et l'éducation.
Puis en 1970, il publie On Encounter Groups (Les Groupes de rencontre). À partir de cette époque, il facilite des rencontres interculturelles, notamment en Irlande, en Amérique Centrale et en Afrique du Sud.
En 1972, en pleine révolution idéologique (féminisme, libération sexuelle, apparition des communautés…), il se penche sur la problématique du couple avec Becoming Partners: the marriage and its alternatives (Réinventer le couple).
En 1977, dans un ouvrage de portée politique et sociale, Rogers pose les prémisses d’un changement de paradigme idéologique et précise l’épistémologie de l'Approche centrée sur la personne. Ce livre, On Personal Power, repose sur la profonde conviction de Carl Rogers que l’être humain est digne de confiance et qu’on peut donc lui redonner son pouvoir au lieu de le laisser entre les mains de la société, des religions, des gouvernants, des figures d’autorité. Il est traduit en français en 1979 sous le titre Un manifeste personnaliste, Fondements d’une politique de la personne.
Enfin, en 1980, paraît son dernier ouvrage, A way of being (non traduit en français), dont le titre exprime la quintessence de la pensée rogérienne. L’Approche centrée sur la personne, au-delà d’une méthode de psychothérapie, est une philosophie de la personne et de la relation. C’est une manière d’être (a way of being).

## La tendance actualisante
L'hypothèse fondamentale de l'Approche centrée sur la personne est formulée par Rogers en ces termes : « L’individu a en lui de vastes ressources qui lui permettent de se comprendre lui-même, de modifier la représentation qu’il a de lui-même et partant, ses attitudes et le comportement qu'il se dicte à lui-même. Cependant, ces ressources ne sont accessibles que si l'on peut offrir un certain climat définissable fait d’attitudes psychologiques facilitatrices » (Rogers 1979, p. 6).
Cette idée est la prémisse fondamentale du cadre théorique de Carl Rogers. Elle repose sur la conviction que l’homme est par essence un organisme digne de confiance et que le fond de la nature humaine est essentiellement positif : « Un des concepts les plus révolutionnaires qui soit sorti de notre expérience clinique est la reconnaissance accrue que le centre, la base la plus profonde de la nature humaine, les couches les plus intérieures de sa personnalité, le fond de sa nature animale, que tout ceci est naturellement positif, est fondamentalement socialisé, dirigé vers l'avant, rationnel et réaliste. » (Rogers 1968, p. 74).
Toute la théorie de l'Approche centrée sur la personne repose sur une confiance fondamentale dans l'être humain, dans sa tendance vers un développement constructif et positif, de plus en plus complexe, et dans sa capacité à réaliser toutes ses possibilités intrinsèques, comme n’importe quel organisme vivant qui tend vers la croissance (growth), tel le gland qui contient déjà en potentiel l’immense chêne qu’il deviendra pourvu qu’existent des conditions favorables : que la graine repose sur de la bonne terre, qu’elle reçoive de l’eau et de la lumière.
C’est ce qu’on appelle la tendance actualisante (ou tendance à la réalisation de soi), notion clé pour la psychologie humaniste à rapprocher du besoin d'accomplissement de soi (ou autoréalisation) d'Abraham Maslow. La tendance actualisante est présente dans tous les organismes vivants. Certes, elle peut être déviée, elle peut rencontrer de nombreux obstacles, elle peut être confrontée à des circonstances adverses, mais cette force de croissance reste toujours à l’œuvre tant que l’organisme est en vie. Elle est universelle et foncièrement axé sur l'essence même de l'individu.

## Les trois attitudes du thérapeute centré sur la personne
Le rôle de l'accompagnant rogérien est donc de créer une circonstance favorable afin que la tendance actualisante reprenne son cours. Comme si, après avoir laissé quelque temps une graine de haricot enfermée dans son sac, on la mettait soudain sur du coton humide et à la lumière et que l'on prenne soin d'elle. Au bout de quelques jours, cette graine commencera à germer. Il se déroule un processus similaire avec les clients.
Quel est donc ce climat psychologique qui encourage la croissance ?
Ce climat particulier, caractéristique essentielle de l'Approche centrée sur la personne, repose sur trois attitudes fondamentales que le thérapeute rogérien (ou l’éducateur, le conseiller, l’aidant) tente de mettre en œuvre : l’empathie, la congruence et la considération positive inconditionnelle (1968, p. 48-49 et 201-205 ; 1979, p. 8-9 ; 1987, p. 61-62 ; 2001, p. 257-261).
- L’empathie est la capacité de comprendre le monde intérieur de l’autre.
- La congruence est la capacité du thérapeute à prendre conscience du flux des sentiments et émotions qui le traversent. Elle est presque synonyme de transparence ou d’authenticité en ce sens que le thérapeute ne se présente pas comme un expert mais comme une personne réelle qui ne se cache pas derrière une façade de professionnel.
- La considération positive inconditionnelle (ou regard positif inconditionnel) est la capacité de considérer l’autre (le client) de manière positive, c’est-à-dire sans jugement ni évaluation. L’acceptation du thérapeute n’est pas conditionnée par telle ou telle conduite du client[11].

## Le processus de changement
Que se passe-t-il pour le client lorsque le thérapeute ou l'aidant arrive à créer ce climat particulier empreint d'empathie, de respect, de chaleur humaine, d'acceptation, de non jugement et de considération positive ?
Au sein de cette relation rassurante, et en l'absence de toute menace contre son moi, le client peut progressivement explorer son expérience exactement comme elle se présente, sans la déformation due aux filtres percepteurs défensifs. L'image qu'il a de lui-même commence à se modifier peu à peu (Rogers 1968, p. 62). En d'autres termes, le client abandonne progressivement la conception rigide qu'il a de lui-même pour être de plus en plus contact avec son expérience organismique.
À travers le processus de la psychothérapie, la personne acquiert une plus grande conscience d'elle-même et augmente donc sa liberté de choix car elle est de moins en moins encombrée par les introjects et en même temps, elle est de plus en plus consciente de ses émotions et sentiments, de ses pensées, de ses besoins et de ses réactions physiologiques (douleur d'estomac, gorge nouée, tremblement des jambes, etc.). Il n'existe pas chez Rogers la notion de névrose car l'individu n’est pas malade, il a simplement été interrompu dans son processus de développement. De fait, Rogers se refuse d'établir un diagnostic qui risquerait d'enfermer le client dans une pathologie qu'il faudrait guérir, ce qui amènerait inévitablement le thérapeute à se centrer sur le problème et non pas sur la personne. L'Approche centrée sur la personne (comme l'approche humaniste en général d'ailleurs) ne se situe pas dans un modèle médical, mais plutôt dans un modèle de développement ou d'apprentissage (Rogers 1990, p. 123). Il ne s'agit donc pas de supprimer un symptôme, mais de relancer le processus de développement de l'individu. C'est d'ailleurs la raison pour laquelle Rogers préfère le terme de client (client en anglais) à celui de patient, voulant aussi montrer que la relation psychothérapeutique n'est pas une relation médecin-patient mais une relation de personne à personne.
Pour Rogers, l'individu qui souffre est une personne dissociée, c'est-à-dire une personne qui est en conflit entre des modèles sociaux figés et introjectés et une tendance non consciente qui le pousse à la réalisation de soi (Rogers 1979, p. 199). L'objectif de la thérapie est donc de permettre au client de prendre conscience de ses conditionnements et de s'en désaliéner. À travers ce processus, l'individu en vient à avoir plus de confiance dans les orientations internes de son organisme ce qui lui permet d'affronter les difficultés de la vie de façon plus intégrée et de manière plus souple, spontanée et changeante, et finalement de vivre la vie de manière plus harmonieuse (Rogers 1979, p. 200).
Le client se dirige vers ce que Rogers appelle la maturité psychologique ou la personne fonctionnant pleinement (Rogers 1968, p. 138). Finalement, on peut dire que la personne est de plus en plus en contact avec le flux évolutif de la tendance actualisante (Rogers 1986, p. 72). Car l'organisme est autorégulé. Dans son état normal, il s'achemine vers son propre épanouissement et vers une indépendance libre de tout contrôle extérieur (Rogers 1979, p. 193).

## Les six conditions du changement
Pour décrire les processus en jeu dans la relation d'aide, le souci de Rogers a toujours été de simplifier les concepts et d'aller à l'essentiel. C'est ainsi, qu'après plusieurs années de recherche et de tâtonnements, il en est arrivé à synthétiser les conditions du changement de la personnalité. Elles sont au nombre de six. Ce sont des conditions nécessaires pour produire un changement significatif et constructif chez la personne en demande d'aide, mais en outre, il semble qu’elles soient suffisantes (Rogers 1959).
Voici les 6 conditions nécessaires et suffisantes pour que se déclenche un processus de changement chez la personne :
1. Deux personnes doivent être en relation (psychological contact).
2. L’une de ces deux personnes, le client en l’occurrence, doit être dans un état de non congruence, d’anxiété ou de vulnérabilité.
3. L’autre intervenant, le psychothérapeute ou l’aidant, doit être congruent durant le temps de ce contact interpersonnel.
4. Le thérapeute doit éprouver un regard positif inconditionnel vis-à-vis de son client[11].
5. Il doit expérimenter une compréhension empathique du monde intérieur du client et de son cadre de référence, et il doit s’efforcer de communiquer cette compréhension au client.
6. Il est enfin nécessaire que le client perçoive, même de manière infime, ces trois attitudes du thérapeute, la congruence, la considération positive et l'empathie.

## L'importance de la relation
La première condition pour que quelque chose change est l'existence d'un contact entre deux personnes, c'est-à-dire une interaction significative, par exemple entre le thérapeute et son client.
C'est seulement à travers la relation humaine que peut être relancé le processus de croissance. Et dans l'Approche centrée sur la personne, cette relation est particulière et spécifiquement définie. L'une de ses caractéristiques est l'aspect horizontal de la relation entre le client et le psychothérapeute (le psychopraticien, l'aidant ou le facilitateur). Il s'agit d'une relation dans laquelle l'aidant, loin de se positionner comme un expert de la psyché capable de résoudre les problèmes psychologiques et émotionnels du patient, se présente au contraire comme un écoutant humble et désireux de comprendre le monde intérieur de l'autre. Cette posture est un choix philosophique, et en ce sens, on a souvent rapproché cette attitude du concept de la relation je-tu conceptualisé par le philosophe Martin Buber.
C'est également une relation non coercitive, exempte de conseils, de solutions ou d'interprétations. En ce sens, elle est non directive car l'aidant n'oriente pas le client vers un sujet particulier et ne choisit pas non plus la direction que doit prendre l'entretien. Dans ses présupposés, la psychologie traditionnelle considère que le patient est incapable de résoudre ses problèmes par lui-même: c'est pourquoi elle tend à interpréter, à orienter vers des solutions ou à résoudre les difficultés du patient; ce qui est  implicite ici, c'est que le psychologue dispose d'une connaissance qui lui permet de savoir quel est le chemin adéquat que doit suivre le patient pour supprimer ses troubles.
L'Approche Centrée sur la Personne se situe dans un tout autre paradigme car elle considère que c'est la personne elle-même (son organisme entier plus exactement) qui sait ce qu'elle doit explorer et ce qui demande à être amené à la conscience. En aucun cas, le psychothérapeute centré sur la personne ne pourrait s'arroger le droit de déterminer le thème de la séance ou de poser des questions directement introspectives au client. Ce serait non seulement un manque de respect mais surtout prendre le risque de transformer la thérapie en une discussion d'ordre intellectuel, avec des rationalisations ou des explications sur l'origine du trouble, déconnectées de l'expérience immédiate du client. Le praticien rogérien préfère accueillir ce qui surgit naturellement et spontanément chez le client car c'est sans aucun doute ce qui a besoin d'être symbolisé et conscientisé. Cette thérapie met davantage l'accent sur l'élément vécu, sur l'aspect affectif de la situation, plutôt que sur l'aspect intellectuel. Elle met en pratique l'idée que le cognitif n'est pas suffisant en soi, que la connaissance est inefficace pour résoudre les difficultés psychologiques. En effet, il est essentiel de prendre aussi en compte les satisfactions émotionnelles (bénéfices secondaires) que l'individu tire de son inadaptation (Rogers 1991, p. 43). C'est pour cette raison que la Thérapie centrée sur le client s'efforce d'agir dans le champ du l'expérience présente, du sentiment et du vécu plutôt que d'essayer une réorganisation du vécu par une approche intellectuelle (Rogers 1991, p. 43).

## Diffusion de l’Approche Centrée sur la Personne en France

### L'œuvre de Rogers en langue française
Le premier ouvrage consacré à Rogers en langue française fut celui de G. Marian Kinget qui publia en 1962 en Belgique (Publications Universitaires de Louvain), en collaboration avec Rogers, un ouvrage en deux tomes : Psychothérapie et relations humaines, Théorie et pratique de la thérapie non directive.
Cependant, les deux principaux introducteurs de la pensée rogérienne en France ont été Max Pagès et André de Peretti. Le premier publia en 1965 L’orientation non directive qui présente la thérapie rogérienne (appelée alors Approche non directive) alors même que Rogers n'avait pas encore été traduit en français et qu'il n’était connu que de quelques cercles restreints.
André de Peretti a consacré trois livres à Carl Rogers à plusieurs années d'intervalle. Le premier, qui s’intitule Liberté et relations humaines ou l’inspiration non directive date de 1967. Le second livre de Peretti, Pensée et vérité de Carl Rogers, avec une préface de Carl Rogers, a été publié en 1973 et dresse un vaste panorama de la théorie et des présupposés philosophiques de l’Approche centrée sur la personne. Enfin, en 1997 (dix ans après la mort de Rogers), André de Peretti a publié un troisième ouvrage : Présence de Carl Rogers.
Quant à l'œuvre de Rogers elle-même, il aura fallu attendre 1968 pour que le public francophone puisse y avoir accès en langue française grâce aux éditions Bordas (Dunod) qui publient la traduction de On Becoming a Person sous le tire Le développement de la personne (régulièrement réédité depuis). Cependant, deux ouvrages majeurs de Rogers, Client-Centered Therapy (1951) et A Way of Being (1980) ne sont toujours pas disponibles en français.

### Les instituts de formation
Carl Rogers s’est toujours opposé à la création d’une école de l’Approche centrée sur la personne (ACP) ou d'un institut international qui serait garant de sa pensée. Il craignait que ses idées soient rigidifiées sans évolution possible, alors qu’il a toujours présenté ses théories comme des hypothèses sujettes à la vérification à l’aune des faits et de la recherche. Il n’existe donc pas, ni aux États-Unis, ni dans aucun autre pays, une école qui serait le représentant officiel de l’ACP ou de la pensée rogérienne (c’est le cas de nombreux courants de psychothérapie qui disposent de leur propre instance fédérative internationale, souvent d’ailleurs fondée par leur créateur).
Cependant, Rogers a conçu un programme de formation à l’Approche centrée sur la personne. Étonnamment, il ne l’a pas créé aux États-Unis mais en Europe à l'aide de deux collaborateurs, Chuck Devonshire (1928-1999) et Alberto Zucconi. Cet institut, initialement à vocation européenne, le Person-Centered Approach International Institute (PCAII), a démarré sa première formation en 1981, grâce à des facilitateurs venus des États-Unis, généralement des proches collaborateurs de Carl Rogers. Bien qu’administré en Suisse, l’essentiel des activités de l’Institut se déroulait en France. Charles Devonshire souhaitait favoriser la création de branches nationales autonomes, dans cette perspective, le nom du PCAI-France (Person-Centered Approach Institute-France) prit l’ascendant sur le PCAI-International, ce dernier ayant progressivement cessé ses activités propres. Avec pour vocation majeure d’offrir une formation expérientielle aux personnes intéressées, le P.C.A.I.F devint officiellement le premier institut de l’hexagone dédié à l’Approche Centrée sur la Personne en bénéficiant d’une véritable entité administrative dès 1987 grâce au travail et à l’investissement d’Olga Kauffmann, première directrice . De cet organisme sont issues les premières générations de psychothérapeutes rogeriens français ainsi que les fondateurs des premiers instituts français : Bérénice Dartevelle pour la Maison des Bois ; Helga Henneman pour le Groupe d’Étude Carl Rogers ; Elisabeth Kremer pour l'IFRDP ; Marcel Tourrenc, Charlotte Périé et Xavier Haudiquet pour ACP-France. A leur tour, ces instituts ont formé de nouvelles générations de thérapeutes centrés sur le client. Par ordre chronologique, voici les organismes qui ont vu le jour en France : le PCAII créé en 1979 puis dès 1987 le P.C.A.I.F, la Maison des Bois (fermé en 2007), Groupe d’Études Carl Rogers en 1985 (fermé en 2015), IFRDP en 1997, ACP-France qui a été fondé en 1999, ACP-Formations en 2000, ACP Institut en 2013 et Cap-ACP en 2019.
Même si tous ces instituts partagent le cadre théorique de l'ACP et une même philosophie de la personne, on note des différences entre les propositions méthodologiques et pédagogiques. Chaque institut, en fonction de son histoire et la personnalité de ses dirigeants, présente des caractéristiques spécifiques. Certains sont plus modestes que d'autres, certains disposent d'agréments nationaux. Deux d'entre eux (ACP-France et IFRDP) disposent de la certification internationale de l'Association Européenne de Psychothérapie (EAP) et délivrent le Certificat Européen de Psychothérapie (CEP). Le PCAIF a souhaité préservé l'intégrité du programme de Carl Rogers et propose encore ce programme aujourd'hui : www.pcaifrance.com
Des évènements annuels sont organisés par certains de ces instituts, comme l'université d'été de l'IFRDP ou le Workshop annuel d'ACP-France ou le Printemps du PCAIF  qui maintiennent la tradition rogérienne des grands groupes de rencontre.

### De l'informalité à la structuration
À partir des années 1980, la communauté rogérienne ressent le besoin d'appartenance. Les sympathisants de l’Approche centrée sur la personne souhaitent se connaître, créer des liens, se rassembler. À l'époque, l'ACP n'a aucune structure représentative, contrairement aux autres écoles de psychothérapie qui disposent généralement d'instances associatives ou fédératives.
Mais les rogériens sont confrontés à un dilemme. De par ses valeurs et ses principes, le rogérien est réfractaire à toute forme d'autorité et se méfie des structures institutionnelles qui prennent le pouvoir au détriment de l'individu. Il refuse la loi de la majorité (démocratie) et privilégie la notion de consensus (accord de tous) et la non directivité. Au contrôle, il préfère remettre sa confiance dans le processus d'autorégulation. Pourtant, les praticiens de l'Approche centrée sur la personne ont besoin de s'unir et de se structurer pour asseoir leur présence face aux autres courants psychothérapeutiques et face aux syndicats professionnels qui tentent de fédérer et réguler la profession de psychothérapeute.
À la fin des années 1980, à l’initiative d’André de Peretti, se constitue un petit groupe informel de sympathisants de l’ACP qui se dénomme Collectif Carl-Rogers et qui organise un premier colloque d'une cinquantaine de personnes sous le titre Présence et actualité de Carl Rogers (1988). Le Collectif Carl-Rogers se veut un rassemblement « œcuménique » de toutes les personnes intéressées de près ou de loin aux idées de Rogers. Il se réunit régulièrement à Paris et organise chaque année (ou tous les deux ans) des colloques dans un esprit assez non directif autour de l’Approche centrée sur la personne réunissant des praticiens de la communauté rogérienne : psychothérapeutes, facilitateurs, travailleurs sociaux, enseignants, éducateurs... Il n'y a pas d'ostracisme, chacun trouve sa place selon ses besoins. À l’issue des réunions, des participants prennent des initiatives avec le souci de poursuivre la labeur de diffusion de l'approche rogérienne et de créer plus de liens. Une première tentative de recensement des thérapeutes centrés sur la personne exerçant en France se conclut par la publication d’une liste d’une cinquantaine de personnes en 1993. Enfin, en 1997, sous l'impulsion de Bérénice Dartevelle, la première association française de professionnels dans l’Approche centrée sur la personne est officiellement fondée, l’AFP-ACP. C'est ainsi que la Psychothérapie Centrée sur la Personne, déjà reconnue au niveau international par l'Association Européenne de Psychothérapie (EAP) sera reconnue par la Fédération Française de Psychothérapie et de Psychanalyse (FF2P) qui regroupent les professionnels des principaux courants de Psychothérapie en France.

### Publications et revues
Avec le double souci de créer des liens entre rogériens et de diffuser l'œuvre de Carl Rogers, est lancée en novembre 1994 la gazette intitulée Mouvance Rogérienne et qui sera publiée régulièrement durant plusieurs années sous l'impulsion de Michèle Bezaud. En 2000, le Collectif Carl-Rogers se dote d'un site web, et quelques années plus tard, en 2006, le bulletin Trait d’Union voit le jour avec trois à quatre parutions annuelles. Parallèlement à ces initiatives, toutes bénévoles, ACP-France édite la revue annuelle Congruence entre 2003 et 2015. Fondée en 2005, la revue semestrielle ACP Pratique et Recherche a un caractère scientifique marqué et publie des articles de fond sur l'approche centrée sur la personne. Elle est relayée par le groupement d'éditeurs Cairn Info. Encore dans le domaine de la diffusion de l'oeuvre de Rogers, il faut signaler la mise en place par ACP-France d'une médiathèque en ligne afin de mettre à disposition du public la littérature disponible sur l'Approche centrée sur la personne, une bibliographie complète (anglais et français) et une filmographie autour la psychothérapie.